# Anicet Lavodrama
Richard Anicet Lavodrama Ondoma (nacido el 4 de julio de 1963 en Bangui, República Centroafricana) es un exjugador de baloncesto hispano - centroafricano. Con 2,02 metros de estatura, jugaba en la posición de pívot. Participa con su selección natal en los Juegos Olímpicos de Seúl 1988, años después, tras estar casado con una ferrolana obtiene la nacionalidad española. Se asienta en el OAR Ferrol durante 9 años, haciendo historia con jugadores como Ricardo Aldrey, Manuel Aller, Alberto Abalde y Miguel Ángel Loureiro, hasta el descenso del equipo gallego en 1994 y su posterior desaparición dos años después.
El descenso del equipo le hizo continuar sus últimos años de carrera en  CB Valladolid y en el Joventut de Badalona.
Tras su retirada como jugador en 1998 seguirá vinculado al baloncesto, trabajando en los despachos primero para CB Valladolid y para Cleveland Cavaliers, director de desarrollo y relaciones internacionales en la Federación Internacional de Baloncesto (FIBA. 2000-2005), y posteriormente para la agencia de representación U1st.
Ha hecho ponencia y participado en conferencias en el comité Olímpico Internacional, en el IESE de Madrid, en ANOTA de Pearson Educación, en la Universidad de Valladolid, y la European School of Economics en Madrid.
Es uno de los precursores del Basketball Without Borders en África (entidad colaboradora entre la FIBA y la NBA y en las Américas).

## Otras referencias
En 2010 se forma un grupo de música en Barcelona bajo el nombre de Anicet Lavodrama. Editan una demo en el año 2011, '1221' que contiene la canción "El último mate de Quique Villalobos" (versión DEMO). Un año después, y consensuado con el exjugador, la banda pasa a llamarse simplemente Anicet.

## Trayectoria
- 1981-1985: Houston Baptist
- 1985-1994: Clesa Ferrol
- 1994-1995: CB Valladolid
- 1995-1996: Joventut Badalona
- 1996-1998: CB Valladolid